# 束存敬
束存敬（？—？），字心一，號坰野，河南開封府陳州項城縣人，清朝初年政治人物。

## 生平
萬曆四十六年（1618年）戊午科河南鄉試舉人，年方弱冠。明亡仕清，順治六年（1649年）己丑科會試，順治九年（1652年）補壬辰科殿試，登進士。順治十四年（1657年）任直隸廣平府推官，陞吏部文選司主事，不久卒。

## 著作
有《祥刑錄》一卷。